# Atlantische maritieme ecozone
De Atlantische maritieme ecozone, zoals gedefinieerd door de Commissie voor Milieusamenwerking (CEC), is een ecozone die de Canadese Maritieme Provincies (Prince Edward Island, Nova Scotia en New Brunswick) en het schiereiland Gaspésie (Québec) omvat. Het grenst aan de Atlantische maritieme ecozone in het oosten en de Mixedwood Plains in het westen. De Ecoregio van Niveau I die ruwweg overeenkomt met deze ecozone in de classificatie van het Amerikaanse Environmental Protection Agency (die ook deel uitmaakt van het CEC-systeem) is de Northern Forests ecoregio. Hoewel die classificatie ook de bossen en moerassen van het noorden van Michigan en Minnesota omvat, die grenzen aan de Boreal Shield ecozone. De nabijheid van de zee heeft een grote invloed op het landschap en klimaat.
De kustgebieden zijn over het algemeen koeler in de zomer en warmer in de winter dan de binnenlanden, met rijkere gronden die geschikt zijn voor landbouw. De kustgemeenschappen hebben dus de grootste concentratie van de 2,5 miljoen inwoners van de zone. Het grootste stedelijke gebied in deze ecozone is Halifax.

## Geografie
De Atlantische maritieme ecozone bestaat uit twee grote regio's, de Appalachen, die heuvelachtig zijn met arme bodems, en de kustvlakten, die veel rijkere gronden hebben. De binnenlanden zijn voornamelijk hoogvlakten bestaande uit stollingsbodems met zure bodems die extensieve bossen ondersteunen, maar niet geschikt zijn voor gebruik in de landbouw. De kustvlakten zijn opgebouwd uit een sedimentaire ondergrond, met rijke bodems die geschikt zijn voor landbouwtoepassingen.
Het "Acadian Forest" is een gemengd bos of overgangsbos, met kenmerken van zowel loof- als boreale bossen.

## Klimaat en extreme weersverschijnselen
De hele regio is relatief koel en gematigd tijdens de zomer, met gemiddelde temperaturen in juli bij 18 °C. De winters zijn over het algemeen mild maar lang, met gemiddelde temperaturen tussen -2,5 °C en -10 °C in januari. De nabijheid van de Atlantische Oceaan resulteert in een vochtige omgeving met aanzienlijke neerslag, variërend van een jaarlijks gemiddelde van 1425 mm langs de kusten tot 1000 mm landinwaarts. Dit is het meest actieve stormgebied in Canada. Stormvloeden en overstromingen worden vaak in verband gebracht met orkanen en tropische stormen en zijn het gevolg van de toegenomen actie van de zeegolf en zware regenval. Ze kunnen aanzienlijke gevolgen hebben voor kustecosystemen, waaronder bodemerosie en vegetatieverlies. De gevoeligheid voor stormvloeden varieert sterk in dit gebied: sommige gebieden worden waarschijnlijk zwaarder getroffen dan andere, afhankelijk van de aard van de kustlijn en de mate van blootstelling.
Kustgebieden zijn typisch warmer in de winter en koeler in de zomer dan andere gebieden in de ecozone. Ze hebben ook vaak te maken met zeemist in het late voorjaar en het begin van de zomer als gevolg van de interactie van de warme Golfstroom met de veel koudere Labradorstroom.
Met een gemiddelde van bijna 180 vorstvrije dagen hebben de kusten tot 1.750 groeidagen, terwijl het binnenland van New Brunswick gemiddeld een jaarlijks groeiseizoen heeft van 1.500 groeidagen en slechts 80 vorstvrije dagen.

## Beschermde gebieden
Deze ecozone bevat een aantal beschermde gebieden, waaronder nationale en provinciale parken. Tot de nationale parken behoren Cape Breton Highlands National Park, Forillon National Park, Fundy National Park, Kejimkujik National Park, Kouchibouguac National Park en Prince Edward Island National Park.
In deze gebieden vind je vaak de Atlantische zalm, maar in tegenstelling tot vroeger is de populatie van de Amerikaanse paling er sterk teruggedrongen.